# (31705) 1999 JM45
1999 JM45 (asteroide 31705) é um asteroide da cintura principal. Possui uma excentricidade de 0.14078780 e uma inclinação de 11.81498º.
Este asteroide foi descoberto no dia 10 de maio de 1999 por LINEAR em Socorro.